# Excuse me (Addrisi Brothers)
Excuse me is een lied van de Amerikaanse Addrisi Brothers. Zij brachten het in 1966 uit op een single met op de B-kant het nummer You're bad. De broers Dick en Don Addrisi schreven beide nummers zelf. Als uitvoerend artiest wordt ook wel Dick en als arrangeur Don Addrisi verantwoord.
Het nummer werd verschillende malen gecoverd, zoals door Kiki Dee (1967), The Cats (1968), Shirley Bassey (1971) en The Herbaliser (1999).
In de tekst kan het "excuse me" van de zanger vertaald worden als: "pardon, hoor ik het goed?" Na veel jaren wil de wederhelft namelijk de liefdesrelatie verbreken. De zanger gelooft zijn oren niet.